# Députés de la 9e législature du Bénin
Cet article dresse la liste des députés béninois élus au suffrage universel direct au scrutin de liste à la représentation proportionnelle siégeant à l'Assemblée nationale.
Cette neuvième législature exercera un mandat de transition puisqu'elle ne fera que trois ans au lieu de quatre habituellement parce que les autorités béninoise entendent organiser des élections générales dans trois ans. Ainsi, à partir de 2026, les électeurs béninois vont désigner le même jour, en janvier, les maires et les députés et éliront quelques mois plus tard, en avril le président. Cette législature a pour président Louis Vlavonou. On dénombre 28 femmes sur les 109 députés pour le compte de la 9ème législature. Les députés sont rééligibles et représentent la Nation tout entière. Ces élections sont jugées plus inclusives par les observateurs parce que sept partis dont trois se réclamant de l'opposition contre deux partis pour la précédente législature,.

## Méthodologie
Pour chaque député, la liste précise sa circonscription d'élection, sa date de naissance, sa  profession, le parti politique auquel il appartient. Sauf indication contraire, les députés et suppléants siégeant sont élus lors des élections législatives du 08 janvier 2023.
Un député est qualifié de « dissident », lorsqu'il siège dans un groupe parlementaire autre que celui-ci dans lequel la majorité des membres de son parti est affiliée. Cet état de dissidence n'empêche pas le député de continuer d'être officiellement membre de son parti d'origine.
Lors de la nomination au gouvernement ou du décès d'un député ou toute autre cause d'une invalidation, son suppléant devient député (un mois après en cas d'acceptation d'une fonction gouvernementale). En outre, à l'issue d'un délai d'un mois conformément à la Constitution du 11 décembre 1990, les ministres élus quittant le gouvernement ne peuvent plus retrouver leur siège, sans passer par une autre élection législatives en dehors du mandat en cours.

## Groupes politiques
Les partis politiques représentés au cours de cette neuvième législature sont l'Union progressiste le renouveau (UPR), le Bloc républicain (BR) et Les démocrates (LD),,,.

## Composition de l'Assemblée nationale

### Liste des députés
Ci-dessous la liste des 109 députés béninois élus lors des élections du 08 janvier 2023,,,,,.
| Portrait | Député                              | Circonscription | Date de naissance | Profession | Suppléant | Parti | Parti | Groupe | Groupe |
| -------- | ----------------------------------- | --------------- | ----------------- | ---------- | --------- | ----- | ----- | ------ | ------ |
|          | Amadou Djibril Labiou               | 1er             | —                 | —          | —         |       | UP    |        | UP     |
|          | Issa Salifou                        | 1er             | —                 | —          | —         |       | UP    |        | UP     |
|          | Sabi Mohamed Djamilatou             | 1er             | —                 | —          | —         |       | UP    |        | UP     |
|          | Sina Ouningui Bio Gounou Idrissou   | 2e              | —                 | —          | —         |       | UP    |        | UP     |
|          | Chabi Goro Baké                     | 2e              | —                 | —          | —         |       | UP    |        | UP     |
|          | N’Ouémou Kounèmè Dometien           | 3e              | —                 | —          | —         |       | UP    |        | UP     |
|          | Yempabou Boundja Jacques            | 4e              | —                 | —          | —         |       | UP    |        | UP     |
|          | Djeigo Maixent Didier Paulin        | 5e              | —                 | —          | —         |       | UP    |        | UP     |
|          | Vidjinnagni Cossi Barthélémy Melon  | 5e              | —                 | —          | —         |       | UP    |        | UP     |
|          | Amoussou Sossou Bernard             | 5e              | —                 | —          | —         |       | UP    |        | UP     |
|          | Mehou Afiavi Solange                | 5e              | —                 | —          | —         |       | UP    |        | UP     |
|          | Victor Topanou                      | 6e              | —                 | —          | —         |       | UP    |        | UP     |
|          | Fagbemi Brice Dénis Sena            | 6e              | —                 | —          | —         |       | UP    |        | UP     |
|          | Zannou Viwagnon Jean Mejor          | 6e              | —                 | —          | —         |       | UP    |        | UP     |
|          | Noutaï Tohouegnon Nestor            | 6e              | —                 | —          | —         |       | UP    |        | UP     |
|          | Fonton Edmonde Tagnonnanon          | 6e              | —                 | —          | —         |       | UP    |        | UP     |
|          | Orou Sé Guéné Yacoubou              | 7e              | —                 | —          | —         |       | UP    |        | UP     |
|          | Lafia Boubakari Oumarou             | 7e              | —                 | —          | —         |       | UP    |        | UP     |
|          | Tony Guimba Gniré Fatouma           | 7e              | —                 | —          | —         |       | UP    |        | UP     |
|          | Sourokou Sabi Abel                  | 8e              | —                 | —          | —         |       | UP    |        | UP     |
|          | Louis Vlavonou                      | —               | —                 | —          | —         |       | UP    |        | UP     |
|          | Fagnon Kotchami Nicaise             | 9e              | —                 | —          | —         |       | UP    |        | UP     |
|          | Agoua Assogba Edmond                | 10e             | —                 | —          | —         |       | UP    |        | UP     |
|          | Gbénonchi Gérard                    | 11e             | —                 | —          | —         |       | UP    |        | UP     |
|          | Allossohoun Richard                 | 11e             | —                 | —          | —         |       | UP    |        | UP     |
|          | Sewadé Gisèle                       | 11e             | —                 | —          | —         |       | UP    |        | UP     |
|          | Adomahou Jérémie                    | 12e             | —                 | —          | —         |       | UP    |        | UP     |
|          | Sèdogbo Augustin Ahouanvoebla       | —               | —                 | —          | —         |       | UP    |        | UP     |
|          | Natondé Ake                         | —               | —                 | —          | —         |       | UP    |        | UP     |
|          | N’Bouké Santos Tawes Borgia         | 12e             | —                 | —          | —         |       | UP    |        | UP     |
|          | Guigui Honoré Marius                | 12e             | —                 | —          | —         |       | UP    |        | UP     |
|          | Kpochan Ahouefa Adeline Natacha     | 12e             | —                 | —          | —         |       | UP    |        | UP     |
|          | Kogblevi Délonix Djimèco            | —               | —                 | —          | —         |       | UP    |        | UP     |
|          | Joseph Djogbenou                    | —               | —                 | —          | —         |       | UP    |        | UP     |
|          | Koumagbeafidé Dodji Kocou Régina    | —               | —                 | —          | —         |       | UP    |        | UP     |
|          | Dadegnon Alice Melevi               | —               | —                 | —          | —         |       | UP    |        | UP     |
|          | Mahougnon Kakpo                     | —               | —                 | —          | —         |       | UP    |        | UP     |
|          | Tossou Adjoua Gladys Eudoxie        | —               | —                 | —          | —         |       | UP    |        | UP     |
|          | Apithy Sedozan Jean-Claude Clovis   | —               | —                 | —          | —         |       | UP    |        | UP     |
|          | Honfo Charlemagne                   | —               | —                 | —          | —         |       | UP    |        | UP     |
|          | Dakpè Sossou                        | —               | —                 | —          | —         |       | UP    |        | UP     |
|          | Houmènou Cécile Sègbégnon           | —               | —                 | —          | —         |       | UP    |        | UP     |
|          | Agbodjèté Hounsa Justin             | —               | —                 | —          | —         |       | UP    |        | UP     |
|          | Ahouanvoébla Sedogbo Augustin       | —               | —                 | —          | —         |       | UP    |        | UP     |
|          | Houinsa Godonou David               | —               | —                 | —          | —         |       | UP    |        | UP     |
|          | Degbedji Mahoutin Denise            | —               | —                 | —          | —         |       | UP    |        | UP     |
|          | Abiosse Abdoul Razack               | —               | —                 | —          | —         |       | UP    |        | UP     |
|          | Akitobi Olga Adédogni Olouremi      | —               | —                 | —          | —         |       | UP    |        | UP     |
|          | Abimbola Babalola Jean-Michel Hervé | —               | —                 | —          | —         |       | UP    |        | UP     |
|          | Béhanzin Yenakponhami Edouard       | —               | —                 | —          | —         |       | UP    |        | UP     |
|          | Lokossou Léopold                    | —               | —                 | —          | —         |       | UP    |        | UP     |
|          | Kouana Eugenie Akouavi              | —               | —                 | —          | —         |       | UP    |        | UP     |
|          | Sèhouéto Lazare Maurice             | —               | —                 | —          | —         |       | UP    |        | UP     |
|          | Aïkoele Agoï Rogatienne             | —               | —                 | —          | —         |       | UP    |        | UP     |
|          | Nassirou Bako Arifari               | 1er             | —                 | —          | —         |       | UP    |        | UP     |
|          | Sabi Yo Sanni Innocent              | 2e              | —                 | —          | —         |       | BR    |        | BR     |
|          | Barthélémy Dahoga Kassa             | 3e              | —                 | —          | —         |       | BR    |        | BR     |
|          | M’Po N’Tia Théophile                | 3e              | —                 | —          | —         |       | BR    |        | BR     |
|          | Tchanati Jeanne                     | 3e              | —                 | —          | —         |       | BR    |        | BR     |
|          | Gounou Salifou Abdoulaye            | 4e              | —                 | —          | —         |       | BR    |        | BR     |
|          | Houngnibo Coffi Bernard             | 5e              | —                 | —          | —         |       | BR    |        | BR     |
|          | Sokpoékpé Nathanaël                 | 6e              | —                 | —          | —         |       | BR    |        | BR     |
|          | Gbian Robert                        | 7e              | —                 | —          | —         |       | BR    |        | BR     |
|          | Séidou Adambi Samou                 | 8e              | —                 | —          | —         |       | BR    |        | BR     |
|          | Akpovi Eustache                     | 9e              |                   |            | —         |       | BR    |        | BR     |
|          | Dègla Assouan Comlan Benoit         | 10e             | —                 | —          | —         |       | BR    |        | BR     |
|          | Sossou Casimir                      | 11e             | —                 | —          | —         |       | BR    |        | BR     |
|          | Séibou Abdoul Malick                | —               | —                 | —          | —         |       | BR    |        | BR     |
|          | Karim Tidjani Mounifa               | —               | —                 | —          | —         |       | BR    |        | BR     |
|          | Bio Tchané Abdoulaye                | —               | —                 | —          | —         |       | BR    |        | BR     |
|          | Saliou Alidjanatou                  | —               | —                 | —          | —         |       | BR    |        | BR     |
|          | Ahyi Dedevi Eugenie Chantal         | —               | —                 | —          | —         |       | BR    |        | BR     |
|          | Dagniho Rosine                      | —               | —                 | —          | —         |       | BR    |        | BR     |
|          | Schanou Sofiatou Modjisola          | —               | —                 | —          | —         |       | BR    |        | BR     |
|          | Mathias Kouwanou                    | —               | —                 | —          | —         |       | BR    |        | BR     |
|          | Karimou Salimane                    | —               | —                 | —          | —         |       | BR    |        | BR     |
|          | Koussonda Adjibadé Moukaram         | —               | —                 | —          | —         |       | BR    |        | BR     |
|          | Adjai Titilayo                      | —               | —                 | —          | —         |       | BR    |        | BR     |
|          | Glegbeto Denis                      | —               | —                 | —          | —         |       | BR    |        | BR     |
|          | Gansè Codjo Armand                  | —               | —                 | —          | —         |       | BR    |        | BR     |
|          | Hehomey Hervé Yves Martin           | —               | —                 | —          | —         |       | BR    |        | BR     |
|          | Agongbonon Dossa Lambert            | —               | —                 | —          | —         |       | BR    |        | BR     |
|          | Sounon Boké Soumaïla                | 2e              | —                 | —          | —         |       | LD    |        | LD     |
|          | Ouansangari Bio Sika Abdel Kamel    | 4e              | —                 | —          | —         |       | LD    |        | LD     |
|          | Sabi Karim Alassane                 | 4e              | —                 | —          | —         |       | LD    |        | LD     |
|          | Kora Zenabou                        | 4e              | —                 | —          | —         |       | LD    |        | LD     |
|          | Houndeté Eric Louis Camille         | 5e              | —                 | —          | —         |       | LD    |        | LD     |
|          | Olossoumai Hélène                   | 6e              | —                 | —          | —         |       | LD    |        | LD     |
|          | Hounga Midofin Antonin              | 6e              | —                 | —          | —         |       | LD    |        | LD     |
|          | Moucoure Boko Souley Malam          | 7e              | —                 | —          | —         |       | LD    |        | LD     |
|          | Sariki Raouf                        | 8e              | —                 | —          | —         |       | LD    |        | LD     |
|          | Woroucoubo Habibou                  | 8e              | —                 | —          | —         |       | LD    |        | LD     |
|          | Issiaka Arouna                      | 8e              | —                 | —          | —         |       | LD    |        | LD     |
|          | Orou Tama Viviane                   | 8e              | —                 | —          | —         |       | LD    |        | LD     |
|          | Degny Fadegnon Léon                 | 9e              | —                 | —          | —         |       | LD    |        | LD     |
|          | Aihe Y. Elise                       | 9e              | —                 | —          | —         |       | LD    |        | LD     |
|          | Ogbon Kolawolé Djima                | 10e             | —                 | —          | —         |       | LD    |        | LD     |
|          | Tossa Ogoussi Edwige                | 10e             | —                 | —          | —         |       | LD    |        | LD     |
|          | SImorou Taïrou                      | —               | —                 | —          | —         |       | LD    |        | LD     |
|          | Atchadé Nourénou                    | —               | —                 | —          | —         |       | LD    |        | LD     |
|          | Do Rego B. Léansou                  | —               | —                 | —          | —         |       | LD    |        | LD     |
|          | Adechokan Gafari                    | —               | —                 | —          | —         |       | LD    |        | LD     |
|          | Hounmènou Denise Mahougnon          | —               | —                 | —          | —         |       | LD    |        | LD     |
|          | Godonou Joël Timothée Sènou         | —               | —                 | —          | —         |       | LD    |        | LD     |
|          | Nahum Constant                      | —               | —                 | —          | —         |       | LD    |        | LD     |
|          | Adjovi Chantal                      | —               | —                 | —          | —         |       | LD    |        | LD     |
|          | Ahossi Comlan Léon                  | —               | —                 | —          | —         |       | LD    |        | LD     |
|          | Akim Radji                          | —               | —                 | —          | —         |       | LD    |        | LD     |
|          | Sodjinou Michel François Oloutoyé   | —               | —                 | —          | —         |       | LD    |        | LD     |
|          | Hounsou Nounagnon Célestin          | —               | —                 | —          | —         |       | LD    |        | LD     |